# Ausztria az 1988. évi nyári olimpiai játékokon
Ausztria a dél-koreai Szöulban megrendezett 1988. évi nyári olimpiai játékok egyik részt vevő nemzete volt. Az országot az olimpián 18 sportágban 73 sportoló képviselte, akik összesen 1 érmet szereztek.

## Érmesek
| Érem  | Versenyző          | Sportág   | Versenyszám     |
| ----- | ------------------ | --------- | --------------- |
| Arany | Peter Seisenbacher | Cselgáncs | Férfi középsúly |

## Asztalitenisz
Férfi
| Versenyző             | Versenyszám | Csoportkör | Csoportkör | Nyolcaddöntő                                   | Negyeddöntő       | Elődöntő          | Döntő             | Helyezés |
| Versenyző             | Versenyszám | Ellenfél Eredmény | Hely.      | Ellenfél Eredmény                              | Ellenfél Eredmény | Ellenfél Eredmény | Ellenfél Eredmény | Helyezés |
| --------------------- | ----------- | --- | ---------- | ---------------------------------------------- | ----------------- | ----------------- | ----------------- | -------- |
| Yi Ding               | Egyes       | C csoport · Alain Choo Choy (MRI) · 3:0 · Csen Lung-can (Chen Longcan) (CHN) · 3:1 · Lou Chűn-szung (Lo Chuen Tsung) (HKG) · 3:2 · Vu Ven-csia (Wu Wen-Chia) (TPE) · 3:0 · Harczi Zsolt (HUN) · 3:0 · Yomi Bankole (NGR) · 3:0 · Abdul Wahab Ali (IRQ) · 3:0 | 1.         | Klampár Tibor (HUN) · 6–21, 14–21,21–16, 11–21 | kiesett           | kiesett           | kiesett           | 9.       |
| Yi Ding Gottfried Bär | Páros       | B csoport · Tajvan (TPE) · Csi Csin-lung (Chih Chin-Long) · Csi Csin-suj (Chih Chin-Shui) · 0:2 · Új-Zéland (NZL) · Barry Griffiths · Peter Jackson · 0:2 · NSZK (FRG) · Georg Böhm · Jürgen Rebel · 2:0 · Dominikai Köztársaság (DOM) · Mario Álvarez · Raymundo Fermín · 2:1 · Svédország (SWE) · Jan-Ove Waldner · Mikael Appelgren · 1:2 · Dél-Korea (KOR) · Kim Githek (Kim Gi-Taek) · Kim Van (Kim Wan) · 0:2 · Nagy-Britannia (GBR) · Desmond Douglas · Sky Andrew · 2:1 | 5.         |                                                | kiesett           | kiesett           | kiesett           | 17.      |

## Atlétika
Férfi
| Versenyző        | Versenyszám | Előfutam | Előfutam | Előfutam | Negyeddöntő | Negyeddöntő | Negyeddöntő | Elődöntő | Elődöntő | Elődöntő | Döntő   | Döntő    |
| Versenyző        | Versenyszám | Idő      | Hely.    | Össz.    | Idő         | Hely.       | Össz.       | Idő      | Hely.    | Össz.    | Idő     | Helyezés |
| ---------------- | ----------- | -------- | -------- | -------- | ----------- | ----------- | ----------- | -------- | -------- | -------- | ------- | -------- |
| Andreas Berger   | 100 m       | 10,40    | 2.       | 16.**    | 10,34       | 3.          | 17.         | kiesett  | kiesett  | kiesett  | kiesett | kiesett  |
| Andreas Berger   | 200 m       | 21,29    | 4.       | 30.      | 21,40       | 7.          | 36.         | kiesett  | kiesett  | kiesett  | kiesett | kiesett  |
| Dietmar Millonig | 5000 m      | 14:01,92 | 10.      | 35.      |             |             |             | kiesett  | kiesett  | kiesett  | kiesett | kiesett  |
| Klaus Ehrle      | 400 m gát   | 50,10    | 2.       | 13.*     |             |             |             | 51,04    | 7.       | 14.      | kiesett | kiesett  |

| Versenyző         | Versenyszám   | Selejtező                   | Selejtező | Döntő    | Döntő    |
| Versenyző         | Versenyszám   | Eredmény                    | Helyezés  | Eredmény | Helyezés |
| ----------------- | ------------- | --------------------------- | --------- | -------- | -------- |
| Hermann Fehringer | Rúdugrás      | 540 cm                      | 9.*****   | 540 cm   | 13.      |
| Andreas Steiner   | Távolugrás    | 761 cm (holtverseny) 748 cm | 21.       | kiesett  | kiesett  |
| Teddy Steinmayr   | Távolugrás    | 736 cm                      | 28.       | kiesett  | kiesett  |
| Klaus Bodenmüller | Súlylökés     | 18,89 m                     | 16.       | kiesett  | kiesett  |
| Hans Lindner      | Kalapácsvetés | 76,60 m                     | 10.       | 75,36 m  | 10.      |

| Versenyző      | Versenyszám | 100 m | 100 m | Távolugrás | Távolugrás | Súlylökés | Súlylökés | Magasugrás | Magasugrás | 400 m | 400 m | 110 m gát | 110 m gát | Diszkoszvetés | Diszkoszvetés | Rúdugrás | Rúdugrás | Gerelyhajítás | Gerelyhajítás | 1500 m  | 1500 m | Végeredmény | Végeredmény |
| Versenyző      | Versenyszám | Idő   | Pont  | Eredmény   | Pont       | Eredmény  | Pont      | Eredmény   | Pont       | Idő   | Pont  | Idő       | Pont      | Eredmény      | Pont          | Eredmény | Pont     | Eredmény      | Pont          | Idő     | Pont   | Pont        | Helyezés    |
| -------------- | ----------- | ----- | ----- | ---------- | ---------- | --------- | --------- | ---------- | ---------- | ----- | ----- | --------- | --------- | ------------- | ------------- | -------- | -------- | ------------- | ------------- | ------- | ------ | ----------- | ----------- |
| Georg Werthner | Tízpróba    | 11,52 | 748   | 736 cm     | 900        | 13,93 m   | 724       | 194 cm     | 749        | 49,99 | 815   | 15,64     | 774       | 38,82 m       | 641           | 460 cm   | 790      | 67,04 m       | 844           | 4:26,42 | 768    | 7753        | 21.         |

Női
| Versenyző      | Versenyszám | Selejtező | Selejtező | Döntő    | Döntő    |
| Versenyző      | Versenyszám | Eredmény  | Helyezés  | Eredmény | Helyezés |
| -------------- | ----------- | --------- | --------- | -------- | -------- |
| Ulrike Kleindl | Távolugrás  | 613 cm    | 22.       | kiesett  | kiesett  |

** - két másik versenyzővel azonos eredményt ért el

***** - öt másik versenyzővel azonos eredményt ért el

## Birkózás
Kötöttfogású
| Versenyző           | Versenyszám | Vigaszágas kiesés | Vigaszágas kiesés | Helyosztók        | Helyosztók                            | Bronz- mérkőzés   | Döntő             | Helyezés    |
| Versenyző           | Versenyszám | Vigaszágas kiesés | Vigaszágas kiesés | 7. helyért        | 5. helyért                            | Bronz- mérkőzés   | Döntő             | Helyezés    |
| Versenyző           | Versenyszám | Ellenfél Eredmény | Hely.             | Ellenfél Eredmény | Ellenfél Eredmény                     | Ellenfél Eredmény | Ellenfél Eredmény | Helyezés    |
| ------------------- | ----------- | --- | ----------------- | ----------------- | ------------------------------------- | ----------------- | ----------------- | ----------- |
| Markus Pittner      | 68 kg       | B csoport · Petrică Cărare (ROU) · 2–5 · Andy Seras (USA) · 0–15 | 11.               | kiesett           | kiesett                               | kiesett           | kiesett           | helyezetlen |
| Franz Pitschmann    | 90 kg       | A csoport · Andrzej Malina (POL) · kétvállas · Roberto Neves Filho (BRA) · 14–0 · Atanasz Komsev (BUL) · 2–12 · Evan Bernstein (ISR) · passzivitás · Christer Gulldén (SWE) · 1–3 | 3.                |                   | Andreas Steinbach (FRG) · passzivitás |                   |                   | 6.          |
| Alexander Neumüller | 130 kg      | A csoport · Duane Koslowski (USA) · 3–5 · Lubomír David (TCH) · feladta (sérülés) · Alekszandr Karelin (URS) · kétvállas                                                          | 5.                | kiesett           | kiesett                               | kiesett           | kiesett           | helyezetlen |

Szabadfogású
| Versenyző        | Versenyszám | Vigaszágas kiesés | Vigaszágas kiesés | Helyosztók        | Helyosztók        | Bronz- mérkőzés   | Döntő             | Helyezés    |
| Versenyző        | Versenyszám | Vigaszágas kiesés | Vigaszágas kiesés | 7. helyért        | 5. helyért        | Bronz- mérkőzés   | Döntő             | Helyezés    |
| Versenyző        | Versenyszám | Ellenfél Eredmény | Hely.             | Ellenfél Eredmény | Ellenfél Eredmény | Ellenfél Eredmény | Ellenfél Eredmény | Helyezés    |
| ---------------- | ----------- | --- | ----------------- | ----------------- | ----------------- | ----------------- | ----------------- | ----------- |
| Josef-Georg Auer | 57 kg       | A csoport · Muhammad Azeem (PAK) · passzivitás · a 2. fordulóban erőnyerő · Ahmet Ak (TUR) · 0–15 | 7.                | kiesett           | kiesett           | kiesett           | kiesett           | helyezetlen |
| Edwin Lins       | 90 kg       | B csoport · Bakary Sanneh (GAM) · kétvállas · Maharbek Hadarcev (URS) · 1–10 · a 3. fordulóban erőnyerő · Zevegiin Düvchin (MGL) · 6–5 · Rumen Alabakov (BUL) · kétvállas · Maharbek Hadarcev (URS) · kétvállas | 5.                | kiesett           | kiesett           | kiesett           | kiesett           | helyezetlen |

## Cselgáncs
| Versenyző          | Versenyszám | Csoport | Selejtező                       | 32-es főtábla                      | Nyolcaddöntő                                   | Negyeddöntő                        | Elődöntő                         | Vigaszág nyolcaddöntő            | Vigaszág negyeddöntő | Vigaszág elődöntő | Bronz- mérkőzés   | Döntő                                         | Helyezés |
| Versenyző          | Versenyszám | Csoport | Ellenfél Eredmény               | Ellenfél Eredmény                  | Ellenfél Eredmény                              | Ellenfél Eredmény                  | Ellenfél Eredmény                | Ellenfél Eredmény                | Ellenfél Eredmény    | Ellenfél Eredmény | Ellenfél Eredmény | Ellenfél Eredmény                             | Helyezés |
| ------------------ | ----------- | ------- | ------------------------------- | ---------------------------------- | ---------------------------------------------- | ---------------------------------- | -------------------------------- | -------------------------------- | -------------------- | ----------------- | ----------------- | --------------------------------------------- | -------- |
| Pepi Reiter        | Harmatsúly  | A       | erőnyerő                        | Stephen Farrugia (MLT) · 1100–0000 | Vicente Céspedes (PAR) · 1000–0000             | Jamamoto Jószuke (JPN) · 0000–0201 | kiesett                          |                                  |                      |                   |                   |                                               | 12.      |
| Peter Reiter       | Váltósúly   | A       | Frank Wieneke (FRG) · 0000–1000 |                                    |                                                |                                    |                                  | Lars Adolfsson (SWE) · 0000–0100 | kiesett              | kiesett           | kiesett           |                                               | 11.      |
| Peter Seisenbacher | Középsúly   | B       | erőnyerő                        | Jorge Bonnet (PUR) · 1000–0000     | Kim Szunggju (Kim Seung-Gyu) (KOR) · 1000–0000 | Fabien Canu (FRA) · 0010–0000      | Ószako Akinobu (JPN) · 0010–0000 |                                  |                      |                   |                   | Vlagyimir Sesztakov (URS) · 0000 (bírói)–0000 |          |

## Evezés
Férfi
| Versenyző                         | Versenyszám              | Előfutam | Előfutam | Vigaszág | Vigaszág | Elődöntő | Elődöntő | Döntő   | Döntő    | Döntő   | Helyezés    |
| Versenyző                         | Versenyszám              | Idő      | Hely.    | Idő      | Hely.    | Idő      | Hely.    | Típus   | Idő      | Hely.   | Helyezés    |
| --------------------------------- | ------------------------ | -------- | -------- | -------- | -------- | -------- | -------- | ------- | -------- | ------- | ----------- |
| Arnold Jonke                      | Egypárevezős             | 7:30,45  | 3.       | 7:18,29  | 3.       | kiesett  | kiesett  | kiesett | kiesett  | kiesett | helyezetlen |
| Harald Faderbauer Thomas Musyl    | Kétpárevezős             | 7:17,11  | 6.       | 7:56,37  | 5.       | kiesett  | kiesett  | kiesett | kiesett  | kiesett | helyezetlen |
| Hermann Bauer Karl Sinzinger, Jr. | Kormányos nélküli kettes | 6:54,62  | 3.       | 6:58,96  | 2.       | 7:02,66  | 5.       | B       | 10:45,56 | 6.      | 12.         |

## Kerékpározás

### Országúti kerékpározás
Férfi
| Versenyző                                              | Versenyszám     | Idő                  | Helyezés |
| ------------------------------------------------------ | --------------- | -------------------- | -------- |
| Mario Traxl                                            | Mezőnyverseny   | 4:32:56 (+0:34)      | 22.      |
| Hans Lienhart                                          | Mezőnyverseny   | 4:32:56 (+0:34)      | 34.      |
| Dietmar Hauer                                          | Mezőnyverseny   | 4:32:56 (+0:34)      | 41.      |
| Dietmar Hauer Norbert Kostel Hans Lienhart Mario Traxl | Csapat időfutam | 2:06:14,5 (+08:26,8) | 16.      |

### Pálya-kerékpározás
Üldözőversenyek
| Versenyző                                                   | Versenyszám  | Selejtező | Selejtező | Negyeddöntő  | Negyeddöntő | Elődöntő     | Elődöntő  | Döntő        | Döntő     | Helyezés |
| Versenyző                                                   | Versenyszám  | Idő       | Hely.     | Ellenfél Idő | Saját idő   | Ellenfél Idő | Saját idő | Ellenfél Idő | Saját idő | Helyezés |
| ----------------------------------------------------------- | ------------ | --------- | --------- | ------------ | ----------- | ------------ | --------- | ------------ | --------- | -------- |
| Roland Königshofer Hans Lienhart Kurt Schmied Franz Stocher | Férfi csapat | 4:28,64   | 16.       | kiesett      | kiesett     | kiesett      | kiesett   | kiesett      | kiesett   | kiesett  |

Pontverseny
| Név                | Versenyszám | Selejtező | Selejtező  | Selejtező | Döntő | Döntő      | Döntő    |
| Név                | Versenyszám | Pont      | Körhátrány | Hely.     | Pont  | Körhátrány | Helyezés |
| ------------------ | ----------- | --------- | ---------- | --------- | ----- | ---------- | -------- |
| Roland Königshofer | Férfi       | 5         | 0          | 5.        | 11    | -2         | 12.      |

## Lovaglás
Díjugratás
| Versenyző  | Ló         | Versenyszám | Selejtező | Selejtező | Selejtező | Selejtező | Döntő         | Döntő         | Döntő   | Döntő   | Döntő    |
| Versenyző  | Ló         | Versenyszám | 1. kör    | 2. kör    | Össz.     | Össz.     | 1. kör        | 1. kör        | 2. kör  | Össz.   | Össz.    |
| Versenyző  | Ló         | Versenyszám | Pont      | Pont      | Pont      | Hely.     | Pont          | Hely.         | Pont    | Pont    | Helyezés |
| ---------- | ---------- | ----------- | --------- | --------- | --------- | --------- | ------------- | ------------- | ------- | ------- | -------- |
| Boris Boor | Monaco F   | Egyéni      | 41,50     | 45,00     | 86,50     | 31.       | 24,75         | 35.           | kiesett | kiesett | kiesett  |
| Hugo Simon | Gipsy Lady | Egyéni      | 34,50     | 66,00     | 100,50    | 21.       | nem ért célba | nem ért célba | kiesett | kiesett | kiesett  |

## Műugrás
Férfi
| Versenyző      | Versenyszám    | Selejtező | Selejtező | Döntő   | Döntő    |
| Versenyző      | Versenyszám    | Pont      | Helyezés  | Pont    | Helyezés |
| -------------- | -------------- | --------- | --------- | ------- | -------- |
| Niki Stajković | Egyéni műugrás | 579,63    | 9.        | 570,60  | 9.       |
| Erich Pils     | Egyéni műugrás | 532,92    | 19.       | kiesett | kiesett  |

## Ökölvívás
| Versenyző        | Versenyszám     | 32-es főtábla     | Nyolcaddöntő            | Negyeddöntő       | Elődöntő          | Döntő             | Helyezés |
| Versenyző        | Versenyszám     | Ellenfél Eredmény | Ellenfél Eredmény       | Ellenfél Eredmény | Ellenfél Eredmény | Ellenfél Eredmény | Helyezés |
| ---------------- | --------------- | ----------------- | ----------------------- | ----------------- | ----------------- | ----------------- | -------- |
| Biko Botowamungu | Szupernehézsúly | erőnyerő          | Riddick Bowe (USA) · KO | kiesett           | kiesett           | kiesett           | 9.       |

## Öttusa
| Versenyző       | Versenyszám | Lovaglás | Lovaglás | Lovaglás | Vívás    | Vívás | Vívás | Úszás   | Úszás | Úszás | Lövészet | Lövészet | Lövészet | Futás    | Futás | Futás | Összesen    | Összesen |
| Versenyző       | Versenyszám | Idő      | Pont     | Hely.    | Pontszám | Pont  | Hely. | Idő     | Pont  | Hely. | Eredmény | Pont     | Hely.    | Idő      | Pont  | Hely. | Összes pont | Helyezés |
| --------------- | ----------- | -------- | -------- | -------- | -------- | ----- | ----- | ------- | ----- | ----- | -------- | -------- | -------- | -------- | ----- | ----- | ----------- | -------- |
| Helmut Spannagl | Egyéni      | 1:50,58  | 1024     | 14.      | 33–31    | 796   | 28.   | 3:34,48 | 1160  | 40.   | 188      | 868      | 43.      | 14:20,82 | 985   | 47.   | 4833        | 36.      |

## Sportlövészet
Férfi
| Versenyző       | Versenyszám           | Selejtező | Selejtező | Döntő   | Döntő    |
| Versenyző       | Versenyszám           | Pont      | Helyezés  | Pont    | Helyezés |
| --------------- | --------------------- | --------- | --------- | ------- | -------- |
| Hermann Sailer  | Gyorstüzelő pisztoly  | 584       | 29.       | kiesett | kiesett  |
| Horst Krasser   | Szabadpisztoly        | 543       | 38.       | kiesett | kiesett  |
| Horst Krasser   | Légpisztoly           | 569       | 34.       | kiesett | kiesett  |
| Hans Hierzer    | Légpisztoly           | 565       | 40.       | kiesett | kiesett  |
| Hans Hierzer    | Szabadpisztoly        | 550       | 32.       | kiesett | kiesett  |
| Albert Deuring  | Légpuska              | 581       | 34.       | kiesett | kiesett  |
| Albert Deuring  | Sportpuska, fekvő     | 589       | 45.       | kiesett | kiesett  |
| Lothar Heinrich | Sportpuska, fekvő     | 595       | 15.       | kiesett | kiesett  |
| Lothar Heinrich | Sportpuska, összetett | 1157      | 36.       | kiesett | kiesett  |
| Hannes Gufler   | Sportpuska, összetett | 1155      | 38.       | kiesett | kiesett  |
| Hannes Gufler   | Légpuska              | 577       | 41.       | kiesett | kiesett  |

Női
| Versenyző           | Versenyszám           | Selejtező | Selejtező | Döntő   | Döntő    |
| Versenyző           | Versenyszám           | Pont      | Helyezés  | Pont    | Helyezés |
| ------------------- | --------------------- | --------- | --------- | ------- | -------- |
| Christine Strahalm  | Légpisztoly           | 379       | 8.        | 472,6   | 8.       |
| Christine Strahalm  | Sportpisztoly         | 580       | 18.       | kiesett | kiesett  |
| Barbara Troger      | Légpuska              | 383       | 33.       | kiesett | kiesett  |
| Sylvia Baldessarini | Légpuska              | 393       | 9.        | kiesett | kiesett  |
| Sylvia Baldessarini | Sportpuska, összetett | 578       | 16.       | kiesett | kiesett  |
| Dorothée Deuring    | Sportpuska, összetett | 576       | 20.       | kiesett | kiesett  |

Nyílt
| Versenyző        | Versenyszám | Selejtező | Selejtező | Döntő   | Döntő    |
| Versenyző        | Versenyszám | Pont      | Helyezés  | Pont    | Helyezés |
| ---------------- | ----------- | --------- | --------- | ------- | -------- |
| Josef Hahnenkamp | Skeet       | 143       | 33.       | kiesett | kiesett  |

## Súlyemelés
| Versenyző        | Versenyszám | Szakítás | Szakítás | Lökés    | Lökés    | Összesen | Helyezés |
| Versenyző        | Versenyszám | Eredmény | Helyezés | Eredmény | Helyezés | Összesen | Helyezés |
| ---------------- | ----------- | -------- | -------- | -------- | -------- | -------- | -------- |
| Franz Langthaler | 100 kg      | 172,5    | 6.       | 205,0    | 9.       | 377,5    | 8.       |

## Tenisz
Férfi
| Versenyző                   | Versenyszám | 64-es főtábla                            | 32-es főtábla                                                           | Nyolcaddöntő                                                                | Negyeddöntő       | Elődöntő          | Döntő             | Helyezés |
| Versenyző                   | Versenyszám | Ellenfél Eredmény                        | Ellenfél Eredmény                                                       | Ellenfél Eredmény                                                           | Ellenfél Eredmény | Ellenfél Eredmény | Ellenfél Eredmény | Helyezés |
| --------------------------- | ----------- | ---------------------------------------- | ----------------------------------------------------------------------- | --------------------------------------------------------------------------- | ----------------- | ----------------- | ----------------- | -------- |
| Horst Skoff                 | Egyes       | Stefan Edberg (SWE) · 6–7, 2–6, 3–6      | kiesett                                                                 | kiesett                                                                     | kiesett           | kiesett           | kiesett           | 33.      |
| Alex Antonitsch             | Egyes       | Darren Cahill (AUS) · 2–6, 4–6, 7–6, 2–6 | kiesett                                                                 | kiesett                                                                     | kiesett           | kiesett           | kiesett           | 33.      |
| Horst Skoff Alex Antonitsch | Páros       |                                          | Kolumbia (COL) · Luis Arturo González · Álvaro Jordan · mérkőzés nélkül | Spanyolország (ESP) · Emilio Sánchez Vicario · Sergio Casal · 4–6, 2–6, 1–6 | kiesett           | kiesett           | kiesett           | 17.      |

Női
| Versenyző      | Versenyszám | 64-es főtábla                  | 32-es főtábla                 | Nyolcaddöntő                   | Negyeddöntő       | Elődöntő          | Döntő             | Helyezés |
| Versenyző      | Versenyszám | Ellenfél Eredmény              | Ellenfél Eredmény             | Ellenfél Eredmény              | Ellenfél Eredmény | Ellenfél Eredmény | Ellenfél Eredmény | Helyezés |
| -------------- | ----------- | ------------------------------ | ----------------------------- | ------------------------------ | ----------------- | ----------------- | ----------------- | -------- |
| Barbara Paulus | Egyes       | Bettina Fulco (ARG) · 7–6, 6–4 | Jana Novotná (TCH) · 6–4, 6–3 | Zina Garrison (USA) · 5–7, 2–6 | kiesett           | kiesett           | kiesett           | 9.       |

## Torna

### Ritmikus gimnasztika
| Versenyző          | Versenyszám | Selejtező | Selejtező | Döntő   | Döntő    |
| Versenyző          | Versenyszám | Pont      | Hely.     | Pont    | Helyezés |
| ------------------ | ----------- | --------- | --------- | ------- | -------- |
| Elisabeth Bergmann | Egyéni      | 37,90     | 25.       | kiesett | kiesett  |

## Úszás
Férfi
| Versenyző                                                            | Versenyszám          | Előfutam | Előfutam | Előfutam | Döntő   | Döntő   | Döntő   | Helyezés |
| Versenyző                                                            | Versenyszám          | Idő      | Hely.    | Össz.    | Típus   | Idő     | Hely.   | Helyezés |
| -------------------------------------------------------------------- | -------------------- | -------- | -------- | -------- | ------- | ------- | ------- | -------- |
| Alexander Pilhatsch                                                  | 50 m gyors           | 24,42    | 7.       | 38.      | kiesett | kiesett | kiesett | kiesett  |
| Markus Opatril                                                       | 50 m gyors           | 24,32    | 6.       | 36.      | kiesett | kiesett | kiesett | kiesett  |
| Markus Opatril                                                       | 100 m gyors          | 52,66    | 3.       | 41.      | kiesett | kiesett | kiesett | kiesett  |
| Stefan Opatril                                                       | 100 m gyors          | kizárták | kizárták | kizárták | kiesett | kiesett | kiesett | kiesett  |
| Alexander Placheta                                                   | 200 m gyors          | 1:56,11  | 2.       | 41.      | kiesett | kiesett | kiesett | kiesett  |
| Thomas Böhm                                                          | 100 m mell           | 1:04,96  | 7.       | 29.      | kiesett | kiesett | kiesett | kiesett  |
| Thomas Böhm                                                          | 200 m mell           | 2:24,15  | 4.       | 34.      | kiesett | kiesett | kiesett | kiesett  |
| Reinhold Leitner                                                     | 100 m pillangó       | 56,72    | 1.       | 29.      | kiesett | kiesett | kiesett | kiesett  |
| Reinhold Leitner                                                     | 200 m pillangó       | 2:02,18  | 5.       | 18.      | kiesett | kiesett | kiesett | kiesett  |
| Stefan Opatril Markus Opatril Alexander Placheta Alexander Pilhatsch | 4 × 100 m gyorsváltó | kizárták | kizárták | kizárták | kiesett | kiesett | kiesett | kiesett  |

## Vitorlázás
Férfi
| Versenyző                    | Versenyszám    | Futam  | Futam | Futam   | Futam | Futam | Futam   | Futam | Pontszám | Helyezés |
| Versenyző                    | Versenyszám    | 1      | 2     | 3       | 4     | 5     | 6       | 7     | Pontszám | Helyezés |
| ---------------------------- | -------------- | ------ | ----- | ------- | ----- | ----- | ------- | ----- | -------- | -------- |
| Christian Binder Heimo Hecht | 470-es osztály | 21,0   | 25,0  | 24,0    | 22,0  | 23,0  | (36,0)  | 36,0  | 151,0    | 24.      |
| Thomas Wallner               | Divízió II     | 23,0   | 22,0  | (52,0*) | 16,0  | 13,0  | 17,0    | 0,0   | 91,0     | 11.      |
| Hans Spitzauer               | Finn dingi     | (40,0) | 19,0  | 40,0**  | 5,7   | 18,0  | 17,0*** | 20,0  | 119,7    | 15.      |

Nyílt
| Versenyző                         | Versenyszám | Futam | Futam  | Futam | Futam | Futam | Futam | Futam | Pontszám | Helyezés |
| Versenyző                         | Versenyszám | 1     | 2      | 3     | 4     | 5     | 6     | 7     | Pontszám | Helyezés |
| --------------------------------- | ----------- | ----- | ------ | ----- | ----- | ----- | ----- | ----- | -------- | -------- |
| Hubert Raudaschl Stephan Puxkandl | Csillaghajó | 19,0  | (28,0) | 17,0  | 21,0  | 15,0  | 0,0   | 19,0  | 91,0     | 13.      |
| Christian Claus Norbert Petschel  | Tornádó     | 3,0   | (17,0) | 14,0  | 10,0  | 8,0   | 3,0   | 8,0   | 46,0     | 4.       |

* - nem ért célba

** - kizárták

*** - bírók által adott pontszám

## Vívás
Férfi
| Versenyző       | Versenyszám       | Selejtező | Selejtező | Selejtező | Selejtező | Selejtező | Selejtező | Főtábla                            | Főtábla                              | Főtábla                        | Vigaszág                    | Vigaszág                   | Vigaszág          | Vigaszág                  | Negyeddöntő       | Elődöntő          | Döntő             | Helyezés |
| Versenyző       | Versenyszám       | 1. kör | 1. kör    | 2. kör | 2. kör    | 3. kör | 3. kör    | 1. kör                             | 2. kör                               | 3. kör                         | 1. kör                      | 2. kör                     | 3. kör            | 4. kör                    | Negyeddöntő       | Elődöntő          | Döntő             | Helyezés |
| Versenyző       | Versenyszám       | Ellenfél Eredmény | Hely.     | Ellenfél Eredmény | Hely.     | Ellenfél Eredmény | Hely.     | Ellenfél Eredmény                  | Ellenfél Eredmény                    | Ellenfél Eredmény              | Ellenfél Eredmény           | Ellenfél Eredmény          | Ellenfél Eredmény | Ellenfél Eredmény         | Ellenfél Eredmény | Ellenfél Eredmény | Ellenfél Eredmény | Helyezés |
| --------------- | ----------------- | --- | --------- | --- | --------- | --- | --------- | ---------------------------------- | ------------------------------------ | ------------------------------ | --------------------------- | -------------------------- | ----------------- | ------------------------- | ----------------- | ----------------- | ----------------- | -------- |
| Joachim Wendt   | Tőr, egyéni       | 6. csoport · Austin Thomas (ARU) · 2–5 · Robert Davidson (AUS) · 3–5 · Choy Kam Shing (HKG) · 5–0 · Liu Jün-hung (Liu Yunhong) (CHN) · 5–2 · Bogusław Zych (POL) · 5–4      | 2.        | 3. csoport · Umezava Kenicsi (JPN) · 5–3 · Liu Jün-hung (Liu Yunhong) (CHN) · 5–4 · Ulrich Schreck (FRG) · 5–3 · Mauro Numa (ITA) · 3–5 · Érsek Zsolt (HUN) · 3–5 | 4.        | 5. csoport · Ola Kajbjer (SWE) · 5–1 · Benoît Giasson (CAN) · 5–4 · Ulrich Schreck (FRG) · 4–5 · İlqar Məmmədov (URS) · 4–5                                        | 3.        | Aljakszandr Ramanykov (URS) · 2–10 |                                      |                                | Benoît Giasson (CAN) · 10–5 | Bogusław Zych (POL) · 1–10 | kiesett           | kiesett                   | kiesett           | kiesett           | kiesett           | 18.      |
| Anatol Richter  | Tőr, egyéni       | 8. csoport · Salman Mohamed Hussain (KUW) · 5–2 · Kanacu Josihiko (JPN) · 1–5 · Andrés García (ESP) · 4–5 · Gátai Róbert (HUN) · 0–5 · Philippe Omnès (FRA) · 1–5           | 5.        | kiesett | kiesett   | kiesett | kiesett   | kiesett                            | kiesett                              | kiesett                        | kiesett                     | kiesett                    | kiesett           | kiesett                   | kiesett           | kiesett           | kiesett           | 55.      |
| Arno Strohmeyer | Párbajtőr, egyéni | 9. csoport · Ali Abuzamia (JOR) · 5–4 · Stefan Joos (BEL) · 5–4 · I Szanggi (Lee Sang-gi) (KOR) · 1–5 · Vlagyimir Reznyicsenko (URS) · 2–5                                  | 4.        | 2. csoport · Sergio Turiace (ARG) · 5–1 · Ma Cse (Ma Zhi) (CHN) · 5–4 · Martin Brill (NZL) · 4–5 · Alexander Pusch (FRG) · 1–5                                    | 4.        | 1. csoport · Cezary Siess (POL) · 5–4 · Stephen Trevor (USA) · 5–3 · Mauricio Rivas (COL) · 5–3 · Mihajlo Tisko (URS) · 4–5 · Jerri Bergström (SWE) · 3–5          | 3.        | Angelo Mazzoni (ITA) · 10–7        | I Szanggi (Lee Sang-gi) (KOR) · 10–7 | Torsten Kühnemund (GDR) · 7–10 |                             |                            |                   | Martin Brill (NZL) · 7–10 | kiesett           | kiesett           | kiesett           | 11.      |
| Johannes Nagele | Párbajtőr, egyéni | 13. csoport · Saleh Sultan Farhan Faraj (BRN) · 5–4 · Khaled Jahrami (KUW) · 5–2 · Hugh Kernohan (GBR) · 5–2 · Michel Dessureault (CAN) · 5–4 · Stefano Pantano (ITA) · 2–5 | 2.        | 12. csoport · Roberto Durão (POR) · 5–2 · Mauricio Rivas (COL) · 0–5 · Stefan Joos (BEL) · 3–5 · Stephen Trevor (USA) · 2–5                                       | 4.        | 4. csoport · André Kuhn (SUI) · 5–4 · Pásztor Szabolcs (HUN) · 5–5 · Alexander Pusch (FRG) · 0–5 · Stefano Pantano (ITA) · 3–5 · Andrej Suvalov (URS) · 2–5        | 4.        | Torsten Kühnemund (GDR) · 3–10     |                                      |                                | Arwin Kardolus (NED) · 10–7 | Arnd Schmitt (FRG) · 2–10  | kiesett           | kiesett                   | kiesett           | kiesett           | kiesett           | 24.      |
| Axel Birnbaum   | Párbajtőr, egyéni | 11. csoport · Tang Wing Keung (HKG) · 5–4 · Austin Thomas (ARU) · 5–2 · Lars Winter (FIN) · 5–4 · Martin Brill (NZL) · 1–5 · Mihajlo Tisko (URS) · 3–5                      | 4.        | 5. csoport · Fernando de la Peña (ESP) · 5–2 · Tu Csen-cseng (Du Zhencheng) (CHN) · 5–3 · Philippe Riboud (FRA) · 1–5 · Andrej Suvalov (URS) · 1–5                | 3.        | 6. csoport · Rafael di Tella (ARG) · 4–5 · Michel Poffet (SUI) · 2–5 · Székely Zoltán (HUN) · 2–5 · I Szanggi (Lee Sang-gi) (KOR) · 1–5 · Arnd Schmitt (FRG) · 0–5 | 6.        | kiesett                            | kiesett                              | kiesett                        | kiesett                     | kiesett                    | kiesett           | kiesett                   | kiesett           | kiesett           | kiesett           | 48.      |